# 神魂颠倒
《神魂颠倒》（英語：Head Over Heels）是杰夫·富兰克林创作的美国电视情景喜剧，1997年8月26日至10月28日在联合派拉蒙电视网播出。节目主要演员包括大衛·道博森、米歇尔·维特菲尔德、伊芙·拉茹、帕特里克·布里斯托和辛迪·安布赫尔，剧情围绕佛罗里达州迈阿密海滩的同名婚姻介紹所展开，其中道博森和维特菲尔德分别饰演合伙开办婚介所的杰克·鲍德温与沃伦·鲍德温兄弟，另外几位演员扮演婚介所雇员。康妮·史蒂文斯原计划饰演鲍德温兄弟的母亲，但在试播集剧本重写后始终没有在剧中露面。安德鲁·戈特利布是电视剧制作人，张文斯和本·蒙塔尼奥是顾问制作人。
《神魂颠倒》在1997至1998年电视季尼爾森NV追踪的所有电视节目中收视率垫底。联合派拉蒙电视网的宣传主要面向非裔美国观众，为此评论文章质疑剧中何以连黑人主角都没有。本季美国共有多达30个电视剧节目包含角色，《神魂颠倒》也在其中。节目所获评价不佳，评论员主要批评剧中人物塑造和性幽默。

## 构想和人物
“神魂颠倒”是位于佛罗里达州迈阿密海滩的视频婚姻介紹所，由杰克·鲍德温（Jack Baldwin，彼得·道博森饰）和沃伦·鲍德温（Warren Baldwin，米歇尔·维特菲尔德饰）两兄弟合伙经营。两人在许多方面截然相反，沃伦对经营婚介所更加上心，依然爱着与他疏远、而且已经和职业橄榄球运动员有外遇的妻子；相比之下，杰克更加花花公子，经常勾搭婚介所的女客户。
婚介所还有几名雇员，如情感顾问卡门（Carmen，伊芙·拉茹饰）和伊恩（Ian，帕特里克·布里斯托饰）。卡门是研究人类行为与性的哲学博士生，自认是女性主义者。伊恩是双性人，还是独身主义者，剧中经常有人质疑他的性取向。前台接待瓦伦蒂娜（Valentina，辛迪·安布赫尔饰）精通计算机，曾是脱衣舞娘。凯伦·迪奥（Karen Dior）和伯尼·克佩尔（Bernie Kopell）均以现实生活中的真实身份客串，吉米·兰格是杰克从小到大的偶像，同样在剧中客串出镜。
《神魂颠倒》的剧情充斥性幽默，《华盛顿邮报》的汤姆·谢尔斯（Tom Shales）为此批评节目是“肮脏喜剧”。 艾伦·弗鲁特金（Alan Frutkin）在《倡导者》（The Advocate）杂志发文，将本剧与《老友记》和《憔悴潘郎》等情景喜剧对比。电视剧试播集就有沃伦违反婚介所政策在办公室和女客户做爱的情节和比基尼泳衣時裝表演。后面的分集有杰克利用化名在網路聊天室勾引女人的内容，瓦伦蒂娜一度声称，只要给她每周一千美元，她愿意每次取邮件时裸露上身。

## 制作

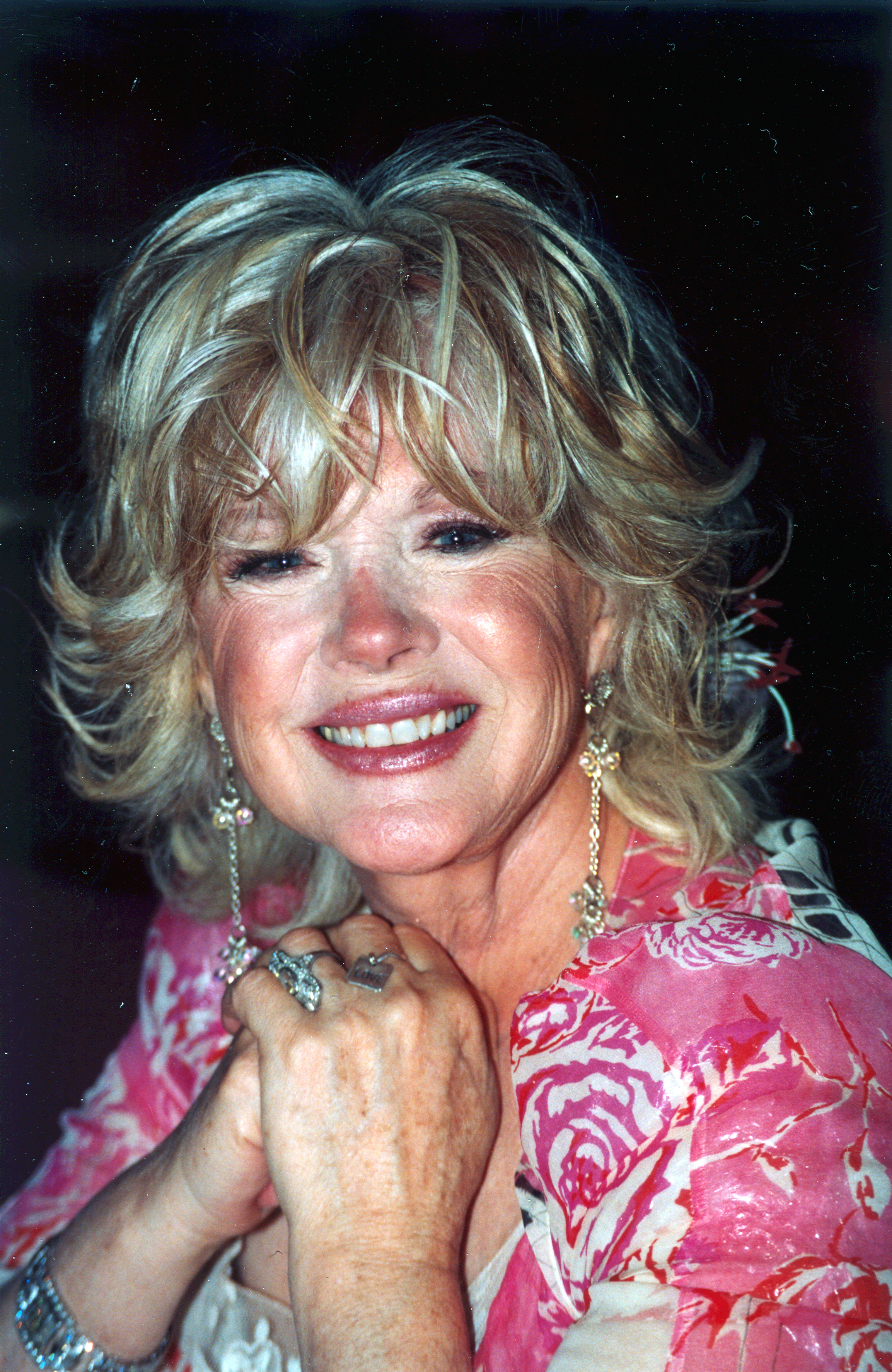
原定出演本剧的康妮·史蒂文斯（图）因“创意变更”退出

《神魂颠倒》由杰夫·富兰克林制片（Jeff Franklin Productions）、哥伦比亚三星电视（Columbia TriStar Television）和蒙特罗斯制片（Montrose Productions）共同制作，杰夫·富兰克林是节目主创人兼執行製作人。《落基山新闻报》（Rocky Mountain News）的达斯提·桑德斯（Dusty Saunders）在文章中谈及富兰克林之前创作的情景喜剧《歡樂滿屋》，笑称富兰克林可能是在性题材电视节目上有什么不堪回首而且耿耿于怀的往事，所以这些年来创作出那么多喜怒无常的虚构家庭成员。安德鲁·戈特利布（Andrew Gottlieb）也是电视剧制作人，张文斯（Vince Cheung）和本·蒙塔尼奥（Ben Montanio）是顾问制作人。剧中故事发生在迈阿密海滩，但实际是在洛杉矶取景。马修·戴蒙德（Matthew Diamond）共导演三集，阿曼达·比尔斯和阿萨德·克拉达（Asaad Kelada）各导演一集。保罗·巴克利（Paul Buckley）和乔纳森·沃尔夫（Jonathan Wolff）为电视剧作曲。
节目制作期间，康妮·史蒂文斯（Connie Stevens）原订出演鲍德温兄弟的母亲，属常设角色。特纳经典电影频道因此声称本剧是重振史蒂文斯演艺生涯的作品。联合派拉蒙电视网本是因史蒂文斯出演而订购《神魂颠倒》，但之后却因所谓“创意变更”取消她的角色。原本的试播集剧情讲述史蒂文斯扮演的母亲与婚介所老板交往，老板后来把婚介所交给她的两个儿子经营。身为两个成年男子的母亲，她“胸大无脑”且为人开放，与西班牙私人教练交往期间还经常谈论两人的性关系。但是，《神魂颠倒》后来取消鲍德温一家与婚介所过去关系的情节。参演《我的孩子们》（All My Children）的拉茹因角色不再出场加入本剧，试播集重写后新增她的戏份。

## 分集
| 集數                                                                                           | 標題             | 導演            | 編劇            | 首播日期       | 美国收視人數 （百萬） |
| ---------------------------------------------------------------------------------------------- | ---------------- | --------------- | --------------- | -------------- | --------------------- |
| 1                                                                                              | 一人倒下         | 马修·戴蒙德     | 杰夫·富兰克林   | 1997年8月26日  | —                     |
| 沃伦·鲍德温为婚介所制订政策，规定雇员不得与客户交往，但这样的政策他自己都坚持不了。            |                  |                 |                 |                |                       |
| 2                                                                                              | 舞男             | 马修·戴蒙德     | 乔恩·罗斯（Jon Ross）   | 1997年9月2日   | —                     |
| 杰克·鲍德温成为摄影棚老板的关注目标，伊恩非常大男子主义的兄弟前来婚介所。                      |                  |                 |                 |                |                       |
| 3                                                                                              | 游戏节目中的男子 | 马修·戴蒙德     | 杰夫·富兰克林   | 1997年9月9日   | —                     |
| 沃伦主持以婚介所为主题的游戏节目                                                               |                  |                 |                 |                |                       |
| 4                                                                                              | 坏小子           | 阿曼达·比尔斯   | 弗兰·考弗（Fran Kaufer）   | 1997年9月16日  | —                     |
| 杰克鼓励雇员坚持一周不要重复个人恶习。                                                         |                  |                 |                 |                |                       |
| 5                                                                                              | 证人             | 保罗·克莱佩尔   | 安德鲁·戈特利布 | 1997年9月23日  | —                     |
| 婚介所遇到来自证人保护计划的客户。                                                             |                  |                 |                 |                |                       |
| 6                                                                                              | 性感猛男         | 保罗·克莱佩尔   | 杰夫·富兰克林   | 1997年9月30日  | —                     |
| 瓦伦蒂娜和卡门争夺性感猛男客户。                                                               |                  |                 |                 |                |                       |
| 7                                                                                              | 蜘蛛人           | 阿萨德·克拉达   | 杰夫·富兰克林   | 1997年10月14日 | 2.1                   |
| 沃伦住院后，婚介所由杰克负责。杰克从老人院招揽客户，工作人员对这些不着边际的商业手段非常担忧。 |                  |                 |                 |                |                       |
| 8                                                                                              | 同学会           | 马克·塞缪尔（Mark K. Samuels） | 杰夫·富兰克林   | 1997年10月28日 | —                     |
| 沃伦和杰克参加高中同学聚会，想要证明他们是事业成功的万人迷，让昔日同学青眼相看。               |                  |                 |                 |                |                       |

## 播映

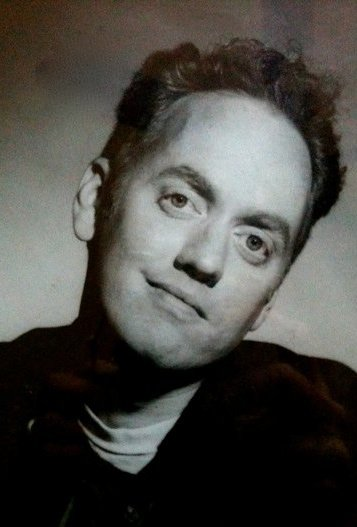
帕特里克·布里斯托在剧中扮演双性人，《神魂颠倒》因此成为1997至1998年美国电视季带LGBT角色的30部电视剧之一

联合派拉蒙电视网共为1997至1998年电视季订购三部情景喜剧，分别是《神魂颠倒》、《希兹》（Hitz）和《好消息》（Good News），以满足将每周黄金时间段扩展到四个夜晚的节目需求。联合派拉蒙电视网将《神魂颠倒》的目标观众定为非裔美国族群，但剧中却没有黑人演员。《行业观察家》（industry observers）批评电视台“背弃黑人观众”，“拒绝包含黑人明星或制作人的项目”，对此公司总裁迪恩·瓦伦丁（Dean Valentine）坚决否认。
剧中帕特里克·布里斯托（Patrick Bristow）诠释的伊恩是双性人，《神魂颠倒》因此成为该季带角色的30部电视剧之一。布里斯托在谈及人物性经历时称，伊恩拥有“色彩斑澜、五彩缤纷的过去”。社会学家苏珊娜·达努塔·沃尔特斯（Suzanna Danuta Walters）的著作指出，伊恩和情景喜剧《薇洛尼卡的衣橱》（Veronica's Closet）中的乔什·尼科莱·布莱尔（Josh Nicolé Blair）代表电视节目新趋势：“同性恋负责插科打诨”，人物就是不肯承认各自的性取向。
《神魂颠倒》在北美东部时区每周二晚九点半播出，之前的节目是《希兹》，原计划在晚上八点半播映。本剧的电视分级为，提醒家长剧中存在性暗示和露骨情节，《德瑟雷特新闻报》（Deseret News）的斯科特·皮尔斯（Scott D. Pierce）发文称，本剧包含的性内容很多，评为TV-14级更妥当。《神魂颠倒》平均每周仅吸引230万观众，和《好啦》（Alright Already）在尼爾森NV本季追踪的所有节目中并列倒数第一。两部节目的整体观众人数都只有270万。
《神魂颠倒》是1997至1998年电视季第一个被砍的节目。虽已订购13集，但实际播出的仅八集。有报导称节目会播出到11月，但事实证明1997年10月28日播出的第八集就是最后一集。全部八集都有道博森和维特菲尔德参演，布里斯托出演七集，拉茹和安布赫尔（Cindy Ambuehl）各出演四集。

## 专业评价
《神魂颠倒》所获评价不佳。乔尔·瑞安（Joal Ryan）在《E！新闻》（E! News）发文，称本剧刚一开播就已公认为“全季最烂新剧”。评论主要批评节目的性笑料，例如《德瑟雷特新闻报》就批评电视剧充斥“性能力、性高潮和身体机能相关笑料，既粗俗又无聊”。桑德斯在《落基山新闻报》发文，同样认为本剧是全季表现很差的节目，属于模仿《老友记》但画虎不成反类犬的作品。《洛杉磯時報》刊登霍华德·罗森伯格（Howard Rosenberg）的文章，称其他愚蠢的情景喜剧和《神魂颠倒》相比都是小巫见大巫，而且节目一无是处，“轻于鸿毛”。也有部分评论看到本剧的可取之处。汤姆·谢尔斯虽认为联合派拉蒙电视网有些看走眼，但剧中幽默还不至于像《希兹》那样“丑陋和恶毒”，他还称赞布里斯托的表演很抢戏，瓦伦蒂娜精通技术的设定也很可爱。亚当·桑德勒（Adam Sandler）在《综艺》发文称赞节目的片头字幕颇为时髦和刺激，可与罪案剧情电视剧《豪门疑案》（Silk Stalkings）的片头相提并论。
剧中人物同样不受待见，特别是女角色塑造颇显性别歧视。《巴尔的摩太阳报》的大卫·祖拉维克（David Zurawik）特别批评剧中瓦伦蒂娜和鲍德温兄弟的母亲，瓦伦蒂娜的塑造基本不离性符号范围，鲍德温兄弟的母亲戏份只剩下与男友的关系，两者都是《神魂颠倒》女角色形象不佳的例证。桑德勒和《洛杉矶每日新闻报》（Los Angeles Daily News）的基思·马德（Keith Marder）都感觉剧中人物全靠陈辞滥调支撑。马德的总结认为，本剧纯属“低劣品味和可笑漫画乱七八糟的组合”。